# Aamen
Aamen è il primo album della band heavy metal finlandese Kotiteollisuus, prima nota come Hullu ukko ja kotiteollisuus.

## Tracce
1. Routa ei lopu – 3:15
2. Kivipää – 2:32
3. Jäljet pelottavat – 3:37
4. Velhonaisen älä salli elää – 2:06
5. Negatiivinen – 2:40
6. Laulava luu – 4:55
7. Voimakas – 3:19
8. Aamen – 2:56
9. Päällekirjoitus – 2:35
10. Rukous – 3:49
11. Minä ja minuus – 5:36
12. Pieni – 11:21

## Formazione
- Jouni Hynynen - voce, chitarra
- Janne Hongisto - basso
- Jari Sinkkonen - batteria